# Macquarie-szigeti guvat
A macquarie-szigeti guvat (Gallirallus philippensis macquariensis) a madarak osztályának darualakúak (Gruiformes) rendjébe, a guvatfélék (Rallidae) családjába tartozó szalagos guvat (Gallirallus philippensis) kihalt alfaja.

## Előfordulása
A Csendes-óceán területén lévő, Ausztráliához tartozó Macquarie-szigetén élt, a 70-es években kihalt.

## Megjelenése
Testhossza 30-33 centiméter, testtömege 40-52 gramm. A feje gesztenyebarna volt, a tetején finom feketés csíkokkal. Feltűnő fehér szemöldöksávja és egy gesztenyebarna szemcsíkja volt, fehéres vagy szürkés volt az arca, álla és torka. Mellén vörös szalagot viselt.

## Kihalása
Betelepített fajok és az élőhelyek megsemmisítése, együttesen okozták a kihalását.